# 이택순
이택순(李宅淳, 1952년 2월 28일 ~ , 서울)은 대한민국의 경찰공무원이다.

## 학력
- 용산고등학교 졸업
- 서울대학교 지리학 학사
- 동국대학교 대학원 경찰행정학 석사

## 경력
- 1981년 10월 ~ 1983년 9월: 동력자원부 기획예산담당관실 행정사무관
- 1983년 9월 ~ 1984년 2월: 내무부 치안본부 인사교육과 교육
- 1984년 2월 ~ 1985년 3월: 경기 안양경찰서 보안과장
- 1985년 3월 ~ 1985년 9월: 경기도 경찰국 수사교육
- 1985년 9월 ~ 1986년 6월: 경기 부평경찰서 수사과장
- 1986년 6월 ~ 1991년 1월: 내무부 치안본부 경호과 경호담당
- 1991년 1월 ~ 1992년 7월: 제36대 강원 인제경찰서장
- 1992년 7월 ~ 1993년 3월: 강원지방경찰청 정보과장
- 1993년 3월 ~ 1995년 1월: 경찰청 정보국 정보3과장
- 1995년 1월 ~ 1995년 12월: 제43대 서울 종로경찰서장
- 1995년 12월 ~ 1998년 3월: 서울지방경찰청 형사부 근무
- 1996년 1월 ~ 1998년 3월: 대통령비서실 파견
- 1998년 3월 ~ 1999년 11월: 경찰청 인사교육과장
- 1999년 11월 ~ 2000년 12월: 경찰대학 교수부장
- 2000년 12월 ~ 2001년 11월: 경남지방경찰청 차장
- 2001년 11월 ~ 2003년 3월: 경찰청 교통심의관
- 2003년 3월 ~ 2004년 8월: 경남지방경찰청장
- 2004년 8월 ~ 2005년 1월: 대통령비서실 정무수석실 치안비서관
- 2005년 1월 ~ 2006년 2월: 제18대 경기지방경찰청장
- 2006년 2월 ~ 2008년 2월: 제13대 경찰청장

## 승진
- 1983년: 경정 임관
- 1991년: 총경 승진
- 1999년: 경무관 승진
- 2003년: 치안감 승진
- 2005년: 치안정감 승진
- 2006년: 치안총감 승진

## 수상
- 1993년 : 근정포장
- 1999년 : 녹조근정훈장

| 전임 허준영 | 제13대 경찰청장 2006년 2월 10일 ~ 2008년 2월 9일 | 후임 어청수 |